# Палестински рат 1947—1949.
Палестински рат 1947—1949, у Израелу познат као Рат за независност (хебр. מלחמת העצמאות, Milkhemet Ha'Atzma'ut), а међу Арапима као Катастрофа (арап. النكبة‎, al-Nakba), био је оружани сукоб вођен на територији Палестине под британским мандатом. Први је у израелско-палестинском сукобу и ширем израелском-арапском сукобу. Током овог рата, Британска империја се повукла из Мандатске Палестине, која је била покрајина (ејалет) Османског царства прије британске окупације 1917. године. Рат је кулминирао када су Јевреји основали Државу Израел и довео је до потпуне демографске трансформације Палестине, са пресељењем око 700.000 палестинских Арапа и потпуног уништења њихових села и градова. Палестински Арапи су остали без држављанства, расељени да ли на палестинске територије које су заузели Египат и Трансјордан или у околне арапске државе; многи од њих, као и њихови потомци, остају без држављанства и живот настављају у избјегличким насељима. Територија, која је била под британском управом прије рата подијељена је између Израела, који је заузео око 78% цјелокупне територије, Трансјордана који је заузео и касније припојио подручје која ће постати познато као Западна обала и Египта, који је заузео Појас Газе, територију на обали Средоземног мора, у којој је успостављена Свепалестинска влада.
Рат је подијељен у двије главне фазе. Прва фаза је Грађански рат у Мандатној Палестини 1947—1948. Почео је 30. новембра 1947. године, дан након што је Генерална скупштина ОУН-а гласала за подјелу територије Палестине на јеврејску и арапску суверену државу и међународни Јерусалим (резолуција 181). Јеврејско руководство је прихватило план, али су се палестинске арапске вође, као и арапске државе, једногласно томе успротивиле и убрзо је почео сукоб. Ову фазу рата историчари описују као „грађански”, „етнички” или „унутрашњи” рат, пошто се сукоб углавном водио између јеврејских и палестинских арапских милиција, које је подржавала Арапска ослободилачка армија и околне арапске државе. Окарактерисан герилским ратовањем и тероризмом, ова фаза је ескалирала крајем марта 1948. када су Јевреји кренули у офанзиву и закључена је поразом палестинских Арапа у великим походима и биткама, успостављањем јасне линије фронта. Током овог периода, Британци су и даље одржавали све слабију власт над Палестином и повремено интервенисали у сукобима.
Британска империја је одредила своје повлачење и одбацивање свих претензија на Палестину 14. маја 1948. године. Тога дана, када су посљедње преостале британске снаге и особље напуштале град Хаифу, јеврејско руководство у Палестини прогласило је успостављање Државе Израел. Након проглашења усљедила је непосредна инвазија арапских армија и експедиционих снага у Палестину, како би се спријечило успостављање Израела и помогло палестинским Арапима, који су у том тренутку били на губитничкој страни, а велики дио њиховог становништва је већ бјежао или је био протјеран од јеврејских милиција. Инвазија је означила почетак друге фазе рата, Арапско-израелски рат 1948. године. Египћани су напредовали на јужном приобалном појасу и заустављени су у близини Ашдода, јорданска Арапска легија и ирачке снаге заузеле су средишњу висораван Палестине. Сирија и Либан су водиле неколико сукоба са израелским снагама на сјеверу. Јеврејске милиције, које су биле организоване у Израелске одбрамбене снаге (ИОС), успјеле су да зауставе арапске снаге. Наредних мјесеци водиле су се жестоке борбе између ИОС и арапских армија, које су полако гуране назад. Јорданске и ирачке снаге успјеле су да задрже контролу над већим дијелом средишње палестинске висоравни и да заузму Источни Јерусалим, укључујући Стари град. Египатска окупациона зона ограничена је на Појас Газе и мале џепове окружене израелским снагама код Фалуџе. У октобру и децембру 1948. године, израелске снаге су прешле на либанску територију и продрле до египатског Синајског полуострва, остављајући у окружењу египатске снаге у Појасу Газе. Посљедња војна активност догодила се у марту 1949. године, када су израелске снаге заузеле пустињу Негев и стигле до Црвеног мора. Израел је 1949. године потписао засебна примирја са Египтом (24. фебруар), Либаном (23. март), Трансјорданијом (3. април) и Сиријом (20. јул). Током овог периода настављено је исељавање и протјеривање палестинских Арапа.
У наредне три године послије рата, око 700.000 Јевреја се иселило из Европе и арапских земаља и имигрирало у Израел, од чега је једна трећина напустила или је била протјерана из својих претходних пребивалишта на Блиском истоку. Ове јеврејске избјеглице су апсорбоване у Израел кроз План један милион.

## Позадина
Палестински рат је резултат више од 60 година трвења између Јевреја и Арапа који су насељавали подручје између Средоземног мора и ријеке Јордан. Јевреји су за то подручје користили назив Земља Израел (хебр. אֶרֶץ יִשְׂרָאֵל, Eretz Yisrael), а Арапи Палестина (арап. فلسطين, Filasṭīn). То је мјесто рођења јеврејског народа и њихове религије. Подручје се налазило под влашћу многих страних сила, са истока, запада и југо, које су окупирале јеврејску домовину. Једна од тих сила је Римског царство, које је сломило јеврејски устанак током 2. вијека и опустошило Јерусалим, што је довело до стварања јеврејске дијаспоре. Римљани су промијенили име земље из Јудеје у Палестина, што значи „земља Филистејаца”, древног народа који је у древна времена настаљивао јужну обалу земље. Име се задржало међу нејеврејима и постао је уобичајено име за то подручје.
Након Римљана, дошли су Византијци, рани арапски калифати, крсташи, муслимански Мамелуци и Османлије. У земљи је увијек постојало мало јеврејско присуство. До 1881. године, земља је била подијељена између санџака Наблус и Акра и мутасарифата Јерусалим. Подручје је имало становништво 450.000 арапских говорника, од чега су 90% били муслимани, а остатак хришћани и друзи. Око 80% Арапа је живјело у 700 до 800 села, а остали у десетак градова. Било је и око 25.000 Јевреја који су чили „Стари Јишув” (хебр. היישוב הישן, haYishuv haYashanl; yishuv значи „насеље”, али се односи на јеврејске становнике Земље Израел). Већина њих је живјела у Јерусалима и углавном су били ултраортодоксни и сиромашни. Нису имали националистичке погледе.

### Јеврејска имиграција у Палестину
Ционизам је основан у Европи као национални покрет Јевреја. Тежио је поновном успостављању јеврејске државности у древној домовини. Први талас ционистичке имиграције, назван Прва алија, одвијао се између 1882. и 1903. године. Око 30.000 Јевреја углавном из Русије дошло је у Палестину. Они су били вођени ционистичком идејом, али и таласом антисемитизма у Европи, нарочито у Русији, који су исказани у облику суровних погрома. Жељели су да оснују јеврејска пољопривредничка насеља и поставе основу за јеврејску већину у земљи која ће им омогућити успостављање државности. Земљиште на којем су се населили стечено је куповином. Населили су се у углавном слабо насељеним низијама, које су биле пуне мочвара и изложене бедуинским пљачкама.
Арапско становништво Палестине поред којих су се ционистички Јевреји насељавали није имало националну свијест. Они су себе сматрали поданицима Османског царства, припадницима исламске заједнице и Арапима, географски, језички и културно. Најјачу припадност су исказивали свом клану, породици, селу или племену. Није постојао арапски, нити палестински арапски, националистички покрет. У прве двије деценије ционистичке имиграције, већинско противљење је дошло од богатих земљопосједника и племства који се плашили да ће се убудуће морати борити против Јевреја за земљу.
До 1914. године број Јевреја у Палестини нарастао је између 60.000 и 85.000, од чега су двије трећине били припадници ционистичког покрета и претежно су живјелу у око 40 нових насеља. Наишли су на веома мало насиља, у виду свађа и сукоба око земљи и ресурса са арапским сусједима или криминалним активности. Између 1909. и 1914. године то се промијенило, када су Арапи убили 12 јеврејски чувара насеља, а примјећен и раст арапског национализма као супротност ционистичком подухвату. У једном случају, Арапи су покушали да спријече оснивање јеврејског насеља у Израелској долини 1911. године, а спор је резултовао смрћу једног Арапа и јеврејског чувара. Арапи су Јевреје сматрали „новим крсташима”, а међу Арапима је цвјетала антиционистичка реторика. Тензије између Арапа и Јевреја довеле су до насилних изгреда у неколико прилика, нарочито 1920, 1921, 1929. и 1936—1939. године.

### Први свјетски рат
Током Великог рата, Палестина је служила као линија фронта између Османског царства и Британске империје у Египту. Рат је накратко зауставио јеврејско-арапска трвења. Британци су извршили инвазију на земљу 1915. и 1916. године, након два безуспјешна османска напада на Синај. Британцима су помагала арапска племена из Хиџаза, предводили су их Хешемити и обећавали су им суверенитет над арапским областима Османског царства. Палестина је изостављена из обећања, прво је планирано да постане заједнички британско-француски домен и након Балфорове декларације у новембру 1917. постала је „национални дом јеврејског народа”. Одлука да се подржи ционизам била је вођена ционистичким лобирањем, који је предводио Хаим Вајцман. Многи британски званичници који су подржавали одлуке, подржали су ционизма из религијских и хуманитарних разлога. Вјеровали су и да ће држава са британском подршком помоћи у одбрани Суецког канала.

### Арапске државе
Након Великог рата, околне арапске државе су напуштале мандаторну власт. Трансјордан, под хешемитским владарем Абдулахом I, стекао је независност од Британије 1946. и промијенио име у Јордан, али је остао под јаким британским утицајем. Египат је стекао номиналну независност 1922. године, али је Британија наставила да врши јак утицај на земљу до Анго-египатског споразма 1936. године, којим је ограничено британско присуство на војни гарнизон на Суецком каналу до 1945. године. Либан је стекао независност 1943. године, али су француске снаге остале до 1946, исте године и када је Сирија стекла независност од Француске.
На британски позив, Египат, Ирак, Либан, Саудијска Арабија, Сирија, Трансјордан и Јемен су основали Арапску лигу 1945. године, са циљем координације политике између арапских држава. Ирак и Трансјордан су уско координисали политике, потписујући споразуме о узајамној одбрани, док су Египат, Сирија и Саудијска Арабије исказивале страх од могуће трансјорданске анексије дијела или цјелокупне Палестине, који би искористио за напад или подривање Сирије, Либана и Хиџаза.

### План подјеле Палестине ОУН-а 1947.
Дана 29. новембра 1947. године, Генерална скупштина ОУН-а усвојила је резолуцију којом „препоручује Уједињеном Краљевству, као мандаторној сили за Палестину, и свим осталим чланица ОУН-а усвајање и спровођење, у погледу будуће владе Палестине, полан подјеле са економском унијом”, резолуцију 181 (II) Генералне скупштине ОУН-а. Био је то покушај да се ријеши арапско-јеврејски сукоб подјелом Палестине на „независну Арапску и Јеврејску државу и Посебни међународни режим за Град Јерусалим. Свака држава би се састојала од три главне секције; арапска држава би такође имала енклаву у Џаби како би имала луку на Средоземљу.
Са око 32% становништва, Јеврејима је додјељено 56% територије. У њој је било 499.000 Јевреја и 438.000 Арапа, а већина је била у пустињи Негев. Палестинским Арапима је додјељено 42% земље, у којој је живјело 818.000 Арапа и 10.000 Јевреја. С обзиром на његов религијски значај, подручје Јерусалима, укључујући Витлејем, са 100.000 Јевреја и једнаким бројем палестинских Арапа, требало је да постави corpus separatum, којим би управљала ОУН. Становници територије под управом ОУН добили би право избора држављанства било које од нових држава.
Јеврејско руководство је прихватило план подјеле као „неопходан минимум”, са срећом што су стекли међународно признање, али са жалошћу што нису добили више. Предстаници палестинских Арапа и Арапске лиге одлучно су се супротставили акцији ОУН-а и одбацили надлежност организације у том питању, тврдећи да је план подјеле био неправеден према Арапима због тадашње равнотеже становништва. Арапи су одбацили подјелу, не због тога што је наводно била неправедна, него зато што било који облик подјеле није био прихватљив за арапске вође. Сматрали су „да владавина над Палестином треба да се врати на њене становнике, у складу са одредбама... Повеље Организације уједињених нација”. Према члану 74б Повеље, ОУН треба да развије самоуправу народа на територији под њеном управом.
Непосредно након одобрење плана подјеле ОУН-а, експлозија радости међу јеврејском заједном биле су избалансиране изразом незадовољства арапске заједнице. Недуго затим, насиље је избило и постало је све учесталије. Убиства, репресалије и контрарепресалије брзо су наилазиле једна на другу, усљед чега су обје стране имале десетине жртава. Убиства су настављена, јер ниједна страна није интервенисала како би заузставила ескалирајуће насиље.

## Грађански рат у Мандатној Палестини 1947—1948.
Овај период представља прву фазу рата, која се одвијала од гласања Генералне скупштине ОУН-а о плану подјеле Палестине 29. новембра 1947. године, до предстанка британског мандата и проглашења независности Израела 14. маја 1948. године. Током овог периода сукобиле су се јеврејске и арапске заједнице британског мандата, док су Британци организовали повлачење и интервенисали само повремено. У прва два мјесеца грађанског рата, убијено је око 1.000 људи и 2.000 је рањено, до краја марта, бројка се попела на 2.000 мртвих и 4.000 рањених. Ове бројке одговарају просјеку више од 100 смртних случајева и 200 жртава недјељно у популацији од 2.000.000.
Од јануара па надаље, операције су постале све милитантније. Бројни пукови Арапске ослободилачке армије инфилтрирали су се у Палестину, а сваки је дјелова у различитим секторима широм различитих приморских градова. Учврстили су своје присуство у Галилеји и Самарији. Армија Светог рата, под заповједништвом Абда ел Кадира ел Хусајнија, дошла је из Египта са неколико стотина људи. Регрутујући неколико хиљада добровољаца, Хусајни је организовао блокаду 100.000 јеврејских становника Јерусалима.
Као одговор на то, власти Јишува су покушале снадбјети град конвојем од 100 оклопних возила, али је операције постајала све непрактичнија повећањем броја жртава у конвојима за помоћ. До марта, Хусајнијева тактика се исплатила. Уништена су скоро сва Хаганова оклопна возила, блокада је била потпуна, а стотина припадника Хагана који су покушали увести залихе у град су убијени. Ситуација за оне који су боравили у јеврејским насељима у изузетно изоловованом Негеву и сјеверно од Галилеје била је све критичнија.
Ситуација је узроковала тиме да су Сједињене Америчке Државе повукле своју подршку плану подјеле, а Арапска лига је почела вјеровати да би палестински Арапи, ојачани Арапском ослобилачком армијом, могли да стану на крају подјели. Британци су одлучили 7. фебруара 1948. године да подрже анексију арапског дијела Палестине Трансјордану.
Док је јеврејском становништву наређено да држе положаје по сваку цијену, арапско становништво пореметили су општи услови несигурности којима је та земља била изложена. До 100.000 Арапа, из градске високе и средње класе у Хајфи, Јафи и Јерусалиму, или из претежно јеврејских области, евакуисало се у иностранство или у арапска средишта на истоку.
Давид Бен-Гурион је наредио Јигаелу Јадину да испланира припрему за најављену интервенцију арапских држава. Резултат његове анализе био је план Далет, који је направљен од почетка априла па надаље.

### План Далет и друга фаза
Усвајање плана Далет обиљежио је другу фазу рата, у којој је Хагана преузела офанзивн улогу.
Прва операција, под називом Нахшон, била је усмјерења на пробој блокаде Јерусалима. Посљедње седмице марта, 136 камиона са намирницима је покушало стићи до Јерусалима; само 41 је то и успио. Арапски напади на комуникације и путеве су се појачали. Неуспјех конвоја и губитак јеврејских оклопних возила пољуљали су самопоуздање челника Јишува.
1500 људи из Хаганове Гивати бригаде и Палмахове Харел бригаде спровели су борбе за ослобођење пута до града између 5. и 20. априла. Операција је била успјешна, а довољно хране за посљедња 2 мјесеца је превезено у Јерусалим за јеврејско становништво. Успјеху операција допринијела је и смрт Хусајнија у борби.
За то вријеме, независно од Хагане или оквира плана Далет, нерегуларна снаге из Иргун и Лехи формација масакрирале су 107 Арапа у Дејр Јасину. Догађај који су јеврејске власти јавно осудиле и критиковале имао је дубок утицај на морал арапског становништва. У исто вријеме, прва већа операција Арапска ослободилачка армије завршила се дебаклом, пошто су претрпјели тежак пораз код Мишмар ха Емека. Њихову савезници Друзи напустили су их због пораза.
У оквиру стварање јеврејског територијалног континуитета према плану Далет, снаге Хагане, Палмаха и Иргуна намјеравале су освојити подручја за мјешовитим становништвом. Тиберијада, Хајфа, Сафед, Бејсан и Јафа заузети су прије краја мандата, а Акра је пала убрзо затим. Више од 250.000 палестинских Арапа је избјегло из ових мјеста.
Британци су у основи повукли своје снаге. Ситуација је натјерала вође сусједних арапских држава да интервенишу, али њихова припрема није завршена и нису могли да окупе довољно снага да преокрену ток рата. Већина палестинских Арапа је полагала наду у Арапске легију трансјорданског монарха, краља Абдулаха I. Он није имао намјеру да створи палестински државу којом би управљали Арапи, пошто се надао да ће анектирати већи дио територије британске мандатне Палестине. Играјући двоструку игру, био је у контакту и са јеврејским властима, као и са Арапском лигом.
Припремајући се за арапску интервенцију из околних држава, Хагана је успјешно покренула операција Јифтах и Бен-Ами, како би осигурала јеврејска нсеља у Галилеји и операцију Килшон. Тиме је створен фронт под јеврејском контролом код Јерусалима. Неодлучан састанк Голде Меир и Абдулаха I, након чега је услиједио масакр у Кфар Ециону 13. маја од стране Арапске легије, довео је до предвиђања да ће битка за Јерусалим бити немилосрдна.

## Арапско-израелски рат 1948.

### Арапска инвазија
Дана 14. маја 1948. године, дан прије истека британског мандата, Давид Бен-Гурион прогласио је успостављање јеврејске државе у Земљи Израел, која ће бити позната као Држава Израел. Обојица вођа тадашњих суперсила, предсједник САД Хари Труман (дефактор) и предсједавајући Савјета министара СССР-а Јосиф Стаљин, одмах су признали нову државу, док је Арапска лига одбила прихватили приједлог подјеле ОУН-а, прогласивши да Арапи имају право на самоопредјељење на цијелој територији Палестине и утврдили су да због непостојања законских овлашћења било потребно интервенисати ради заштите живота и имовине Арапа.
У наредних неколико дана, контигенти четири од седам тадашњих чланица Арапске лиге — Египат, Ирак, Трансјордан и Сирија — извршили су инвазију на територију бивше британске Мандатне Палестине и почели борбу против Израелаца. Подржала их је Арапска ослободилачка армија и корпус добровољаца из Саудијске Арабије, Либана и Јемена. Арапске армије су покренуле истовремену офанзиву на свим фронтовима, египатска снаге са југа, трансјорданске и ирачке снаге са истока и сиријске снаге са сјевера. Сарадња између различитих сиријских армија је била лоша.

### Прво примирје: 11. јун — 8. јул 1948.
ОУН је прогласила примирје 29. маја, које је трајало од 11. јуна и трајало је 28 дана. Предик ватре је надгледао посредника ОУН-а Фолке Бернадот и тим посматрача ОУН-а, војни официри из Белгије, САД, Шведске и Француске. Бернадота је изгласала Генерална скупштина ОУН-а како би „осигурао безбједност свих светих мјеста, заштити добробит становништва и промовише мирно прилагођавање будућем стању у Палестини”. Бернадот је договорио о „миру до Божића”, али увидио да је арапски свијет и даље одбацивао постојање јеврејске државе, без обзира на њене границе.
Проглашен је ембарго на оружје с намјером да ниједна страна не постигне никакву предност током примирја. Ниједна страна није поштовала примирје и обје су пронашле начин да заобиђу ограничења. И Израелци и Арапи искористили су овај период да побољшају своје положаје, што је било непосредно кршење услова примирја.
Арапи су кришили примирје ојачавајући своје линије свјежим јединицама (укључујући шест чета суданских војника, судијски батаљон и контигенте из Марока, Јемена) и спречавањем да намирнице стигну до изолованих израелских насеља; повремено су отварали ватру дуж линије фронта. Израелска одбрамбене снаге прекршиле су примирје набављањем оружја из Чехословачке и унапређењем обуке и реорганизацијом војске за то вријеме. Јицак Рабин, заповједник ИОС у то вријеме и касније пети премијер, изјавио је да би без оружја из Чехословачке било веома упитно да ли би успјешно водили рат. Осим кршења ембарга на оружје и људство, обје стране су на ратиште довеле нове снаге. ИОС је током примирја повећао своје људство са 30.000—35.000 на око 65.000. Повећали су снадбевање оружјем на више од 25.000 пушака, 5.000 митраљеза и више до 50.000.000 метака.
Како је примирје почело, британски официр стационирани у Хаифи рекао је да ће четворонедјељно примирје „Јевреји сигурно искористити за наставак борбе и реогранизацију, док ће Арапи га протраћити свађајући се око будућих подјела плијена”. Дана 7. јула, дан пред истек примирја, египатске снаге под генералом Мохамедом Нагибом обновили су рат нападом на Негбу.

### Друга фаза: 8—18. јул 1948.
ИОС су покренуле истовремено офанзиву на сва три ратишта: Дани, Декел и Кедем. У борбама је доминирала размјерна израелска офанзива и дефанзивно арапско држање. Борбе су трајале око десет дана док Савјет безбједности ОУН-а 18. јула није објавио друго примирје.
Израелска операција Дани резултовала је егзодусом из Лиде и Рамле око 60.000 палестинских избјеглица. Према Бенију Морису, по виђењу Бен-Гуриона, Римла и Лида су представљале посебну опасност јер је њихова близина могла постаћи кооперација са египатском војском, која је почела свој напад на кибуц Негба код Рамле, и Арапску легију, која је заузела полицију станицу у Лиду. Током ових операција десиле су се обимне пљачке. Према Морису, у овој фази је 100.000 Палестинаца избјегло. У операцији Декел, заузет је Назарет 16. јула. У операцији Брош, Израелци су покушали али нису успјели да избаце сиријску војску из источне Галилеје. У вријеме ступња другог примирја на снагу у 19:00 18. јула, Израел је заузео доњу Галилеју од Хаифског залива до Галилејског језера.

### 18. јул 1948. — 10. март 1949.
У 19:00 18. јула, на снагу је ступило друго примирје након интезивних дипломатских напора ОУН-а. Дана 16. септембра, предложена је нова подјела Палестине, коју су обје стране одбиле.
Током примирја, Египћани су дејством ватре прекинули кретање конвоја за снадбјевање до опкољених насеља на сјеверу Негева, супротно одредбама примирја. Дана 15. октобра, Епипћани су напали још један конвој снадбјевања и покренута је већ планирана операција Јоав. Циљ операције је био да раздвоји египатске снаге дуж обале и пута Биршеба—Хеброн—Јерусалим и отворио пут ка насељима Негева у окружењу. Операцијом Јоав је руководио заповједник јужног ратишта Јигал Алон. Операције је била успјешна, разбијајући египатске снаге и присиљавајући их да се повуку из сјеверног Негева, Биршеба и Ашхода. У међуврену, 19. октобра, операцијом Ха-Хар започете су активности у јерусалимском коридору.
Треће примирје је на снагу ступило 22. октобра. Прије зоре 22. октобра, упркос налогу Савјета безбједности ОУН-а о примирју, јединице АОА напале су положај ИБС код Шеик Абда, изнад Кибуца Манара. Кибуц се нашао под опсадом. Бен-Гурион је у почетку одбацио захтјеве Мошеа Кармела за покретање велике контраофанзиве. Био је опрезан, иако се налазио пред самим прекидом премирја по налогу ОУН-а. Од 24. до 25. октобра, снаге АОА снајперовале су по Манари и по саобраћају дуж главног пута. Преко посматрача ОУН-а, Фавзи ел Кавукџи је затражио да Израел евакуише оближњи кибуц Јифтах и онда ће повући своје снаге код Манаре. ИБС је тражио повлачење АОА-а са заузетих подручја, а након што је Кавукџи то одбио, Израел је обавијестио ОУН да их примирје више не обавезује.